# 인체 뢴트겐 당량
인체 뢴트겐 당량(人體 Röntgen 當量) 또는 렘(rem, Röntgen equivalent man)은 방사선 조사량의 단위이다. 이는 뢴트겐(R) 단위의 조사량과 방사선의 생물학적 영향의 곱이다. 엄밀하게, 복사 가중치 rW가 1이라고 가정할 때, 1 렘은 1.07185 뢴트겐과 같다. 이 변환치는 100 렘이 1 시버트와 동일하도록 1에서 1.07185까지 조정되었다. 시버트는 SI 단위계이다.
밀리렘(mrem)은 1 렘의 천 분의 일이다. 대한민국에서는 밀리렘을 많이 사용했는데, 최근 등장한 시버트가 국제표준이 되었다. 1밀리시버트는 100 밀리렘과 같다.
여러 방사선 조사량 수준에 따른 보다 구체적인 분석은 피폭을 참조하기 바란다.
- 1 rem = 0.01 Sv = 10 mSv = 10000 μSv(마이크로시버트) = 10000000 nSv나노시버트
- 1 millirem = 0.00001 Sv = 0.01 mSv = 10 μSv(마이크로시버트)
- 1 Sv = 100 rem
- 1 mSv = 100 mrem = 0.1 rem
- 1 μSv(마이크로시버트) = 0.1 mrem

## 같이 보기
- 피폭
- 래드
- 그레이
- 시버트